# Filmepos
Een filmepos (of Engels: epic film) is een filmgenre dat zich kenmerkt door groots opgezette verhalen, met een uitgebreide cast, grote decors en gedetailleerde kostuums. Doorgaans worden historische gebeurtenissen of verhalen uit een mythologie als basis gebruikt voor dergelijke films. De naam is afgeleid van het historische woord epos.
Het genre overlapt doorgaans andere genres zoals de avonturenfilm, fantasyfilm of een kostuumdrama, maar onderscheidt zich van andere films in deze genres door een grotere en ambitieuzere opzet. Zo maken ze volop gebruik van een mozaïekcast van bekende acteurs en actrices en kenmerkende muziek. Tevens wordt er veelal op locatie gefilmd in plaats van in een studio. Daarmee is het filmepos een van de duurste filmgenres die er is.

## Soorten filmepos
Het filmepos kan meerdere subgenres omvatten:

### Historisch filmepos
Een overlapping met het genre historisch drama. Hierbij speelt de film zich af in het verleden. Doorgaans staan prominente figuren uit deze tijd centraal. In de jaren 50 en 60 waren historische film-epen, die zich afspeelden ten tijde van het Romeinse rijk of het Oude Griekenland, populair.
Noemenswaardige films zijn Lawrence of Arabia, Doctor Zhivago, Titanic, Barry Lyndon, Ben-Hur, Cleopatra (1963), Gladiator, Gandhi, Joan of Arc, Troy, Spartacus (1960), Alexander en D.W. Griffiths films The Birth of a Nation en Intolerance.

### Religieus filmepos
Ook wel Bijbels filmepos genoemd; een filmepos dat zich focust op Jezus Christus of andere religieuze figuren. Dit genre was vooral in de jaren 50 van de 20e eeuw populair en werd geassocieerd met (zeker voor die tijd) een hoog productiebudget en bekende namen als Charlton Heston, Robert Taylor, Deborah Kerr en Yul Brynner. Noemenswaardige voorbeelden zijn Quo Vadis (1951), The Ten Commandments (1956) en Ben-Hur (1959).
In de jaren 60 probeerden grote filmstudio’s voor het eerst een religieus filmepos te maken waarin Christus centraal stond. MGM kwam in 1961 met King of Kings. Vier jaar later volgde The Greatest Story Ever Told, van regisseur George Stevens. Een recenter voorbeeld is Mel Gibsons The Passion of the Christ.

### Romantisch filmepos
Romantische films uitgevoerd op een grotere schaal dan men doorgaans van dit genre verwacht. Een bekend voorbeeld is Gone with the Wind (1939). Andere voorbeelden zijn Doctor Zhivago (1965), Out of Africa (1985), The English Patient (1996), Titanic (1997), The Painted Veil (2006), Tristan & Isolde (2006), Atonement (2008) en Australia (2008).

### Oorlogsepos
Oorlogsfilms kunnen ook makkelijk worden uitgebreid naar de omvang van een filmepos. In de filmepos-versies van de oorlogsfilm worden vaak grote veldslagen getoond. Voorbeelden zijn The Bridge on the River Kwai (1957), Seven Samurai (1954), El Cid (1961), Zulu (1964), Een brug te ver (1977), Gettysburg (1993), Schindler's List (1993), Braveheart (1995), Saving Private Ryan (1998), The Patriot (2000) en Enemy at the Gates.
Oorlogsepen kunnen ook het anti-oorlogsfilmgenre omvatten, zoals All Quiet on the Western Front (1930), The Deer Hunter (1978), Apocalypse Now (1979), Platoon (1986), Full Metal Jacket (1987), Stalingrad (1993), The Thin Red Line (1998) en Fetih 1453 (2012).

### Animatie-epos
Van tijd tot tijd worden animatiefilms ook tot het filmepos gerekend, maar welke is nog vaak onderwerp van discussie. Doorgaans spreekt men bij bekende Disneyfilms als Hercules (1997), Tarzan (1999), Aladdin (1992) en De Leeuwenkoning van animatie-epos. Ook de Japanse films Spirited Away (2002) en Princess Mononoke (1997) van Studio Ghibli kunnen als filmepos worden gezien.

### Sciencefictionepos
Sciencefiction is een relatief nieuw genre binnen het filmepos. Het sciencefictionepos kreeg bekendheid in 1968 met Stanley Kubrick's 2001: A Space Odyssey. Negen jaar later debuteerde George Lucas' Star Wars-reeks, waarmee het sciencefictionepos definitief vorm kreeg. In 2009 was James Camerons Avatar een succesvolle film.
Andere voorbeelden van sciencefictionepen zijn Dune, Planet of the Apes, The Time Machine, John Carter of Mars, The Matrix-trilogie, Star Trek: The Motion Picture, The Fountain, The Abyss, Blade Runner en The Fifth Element.

### Fantasyepos
Ook het fantasyepos is een relatieve nieuwkomer binnen het filmepos. Bekende voorbeelden zijn Peter Jacksons Lord of the Rings-trilogie en de verfilmingen van de boekenreeks The Chronicles of Narnia van C. S. Lewis. Ook de Harry Potter-filmreeks kan worden gezien als een fantasyepos, met name de laatste twee films; Harry Potter and the Deathly Hallows - Part 1 en Harry Potter and the Deathly Hallows - Part 2.

## Succes
De populariteit van het genre komt voort uit het feit dat film-epen doorgaans een groot publiek aanspreken. Veel van de succesvolste films aller tijden zijn film-epen. Zo staat het record voor meeste Oscars ooit toegekend aan één film (11) op naam van drie film-epen: Ben-Hur, Titanic en The Lord of the Rings: The Return of the King. Ook de financieel succesvolste film aller tijden, Avatar, is een filmepos.